# Olympische Sommerspiele 2012/Teilnehmer (Papua-Neuguinea)
| Gelbes Symbol für Goldmedaillen mit stilisierten Olympischen Ringen | Graues Symbol für Silbermedaillen mit stilisierten Olympischen Ringen | Braundes Symbol für Bronzemedaillen mit stilisierten Olympischen Ringen |
| ------------------------------------------------------------------- | --------------------------------------------------------------------- | ----------------------------------------------------------------------- |
| —                                                                   | —                                                                     | —                                                                       |

Papua-Neuguinea nahm in London an den Olympischen Spielen 2012 teil. Es war die insgesamt neunte Teilnahme an Olympischen Sommerspielen. Das Papua New Guinea Olympic Committee nominierte acht Athleten in fünf Sportarten.
Fahnenträgerin bei der Eröffnungsfeier war die Leichtathletin Toea Wisil.

## Teilnehmer nach Sportarten

### Gewichtheben
| Athleten    | Wettbewerb       | Reißen  | Reißen | Stoßen  | Stoßen | Zweikampf | Zweikampf | Rang |
| Athleten    | Wettbewerb       | Gewicht | Rang   | Gewicht | Rang   | Gewicht   | Rang      | Rang |
| ----------- | ---------------- | ------- | ------ | ------- | ------ | --------- | --------- | ---- |
| Frauen      |                  |         |        |         |        |           |           |      |
| Dika Toua   | Klasse bis 53 kg | 79 kg   | 14     | 95 kg   | 14     | 174 kg    | 14        | 14   |
| Männer      |                  |         |        |         |        |           |           |      |
| Steven Kari | Klasse bis 85 kg | 140 kg  | 15     | 180 kg  | 15     | 320 kg    | 15        | 15   |

### Judo
| Athleten       | Wettbewerb       | 1. Runde       | 1. Runde | Achtelfinale  | Achtelfinale  | Viertelfinale | Viertelfinale | Hoffnungsrunde Halbfinale | Hoffnungsrunde Halbfinale | Halbfinale    | Halbfinale    | Hoffnungsrunde Finale | Hoffnungsrunde Finale | Finale        | Finale        | Rang |
| Athleten       | Wettbewerb       | Gegner         | Ergebnis | Gegner        | Ergebnis      | Gegner        | Ergebnis      | Gegner                    | Ergebnis                  | Gegner        | Ergebnis      | Gegner                | Ergebnis              | Gegner        | Ergebnis      | Rang |
| -------------- | ---------------- | -------------- | -------- | ------------- | ------------- | ------------- | ------------- | ------------------------- | ------------------------- | ------------- | ------------- | --------------------- | --------------------- | ------------- | ------------- | ---- |
| Männer         |                  |                |          |               |               |               |               |                           |                           |               |               |                       |                       |               |               |      |
| Raymond Ovinou | Klasse bis 66 kg | Armen Nasarjan | 000:100  | ausgeschieden | ausgeschieden | ausgeschieden | ausgeschieden | ausgeschieden             | ausgeschieden             | ausgeschieden | ausgeschieden | ausgeschieden         | ausgeschieden         | ausgeschieden | ausgeschieden | 17   |

### Leichtathletik
Laufen und Gehen
| Athleten     | Wettbewerb | Vorlauf | Vorlauf | Halbfinale    | Halbfinale    | Finale        | Finale        | Rang |
| Athleten     | Wettbewerb | Zeit    | Rang    | Zeit          | Rang          | Zeit          | Rang          | Rang |
| ------------ | ---------- | ------- | ------- | ------------- | ------------- | ------------- | ------------- | ---- |
| Frauen       |            |         |         |               |               |               |               |      |
| Toea Wisil   | 100 m      | 11,27 s | 23      | ausgeschieden | ausgeschieden | ausgeschieden | ausgeschieden | 23   |
| Männer       |            |         |         |               |               |               |               |      |
| Nelson Stone | 400 m      | 46,71 s | 37      | ausgeschieden | ausgeschieden | ausgeschieden | ausgeschieden | 37   |

### Schwimmen
| Athleten      | Wettbewerb          | Vorlauf | Vorlauf | Halbfinale    | Halbfinale    | Finale        | Finale        | Rang |
| Athleten      | Wettbewerb          | Zeit    | Rang    | Zeit          | Rang          | Zeit          | Rang          | Rang |
| ------------- | ------------------- | ------- | ------- | ------------- | ------------- | ------------- | ------------- | ---- |
| Frauen        |                     |         |         |               |               |               |               |      |
| Judith Meauri | 50 m Freistil       | 27,84 s | 47      | ausgeschieden | ausgeschieden | ausgeschieden | ausgeschieden | 47   |
| Männer        |                     |         |         |               |               |               |               |      |
| Ryan Pini     | 100 m Schmetterling | 52,68 s | 24      | ausgeschieden | ausgeschieden | ausgeschieden | ausgeschieden | 24   |

### Taekwondo
| Athleten     | Wettbewerb       | Achtelfinale   | Achtelfinale | Viertelfinale | Viertelfinale | Halbfinale    | Halbfinale    | Hoffnungsrunde Halbfinale | Hoffnungsrunde Halbfinale | Hoffnungsrunde Finale | Hoffnungsrunde Finale | Finale        | Finale        | Rang |
| Athleten     | Wettbewerb       | Gegner         | Ergebnis     | Gegner        | Ergebnis      | Gegner        | Ergebnis      | Gegner                    | Ergebnis                  | Gegner                | Ergebnis              | Gegner        | Ergebnis      | Rang |
| ------------ | ---------------- | -------------- | ------------ | ------------- | ------------- | ------------- | ------------- | ------------------------- | ------------------------- | --------------------- | --------------------- | ------------- | ------------- | ---- |
| Frauen       |                  |                |              |               |               |               |               |                           |                           |                       |                       |               |               |      |
| Theresa Tona | Klasse bis 49 kg | Erika Kasahara | 0:12         | ausgeschieden | ausgeschieden | ausgeschieden | ausgeschieden | ausgeschieden             | ausgeschieden             | ausgeschieden         | ausgeschieden         | ausgeschieden | ausgeschieden | 11   |